# Sechnassach mac Colggen
Sechnassach mac Colggen (mort en 746/747) est roi des Uí Cheinnselaigh du sud Leinster ou Laigin Desgabair. Il est issu du sept Sil Chormaic de cette lignée du Laigin.

## Contexte
Son père Colcú mac Bressail (mort en 722) est désigné comme roi d'Ard Ladrann (près de Gorey, dans l'actuel comté de Wexford lors de l'obit de sa mort dans les annales en 722 qui précise qu'il est tué. Sechnassach est l'arrière petit-fils de Crundmáel Erbuilc (mort en 655), un roi de Leinster et le frère d'Áed mac Colggen (mort en 738), également roi de Leinster.
Son frère trouve la mort lors de la bataille de Senaig en 738 face à l'Ard ri Erenn Áed Allán. Après cette défaite cruciale à Áth Senaig, la domination des Uí Dúnlainge s'établit pour les trois prochains siècles sur le royaume de Leinster. Il succède à son frère comme roi des Uí Cheinnselaigh et règne de 738 à 746/ 747. Les annales ne mentionnent rien de lui sinon la date de sa mort. Son neveu  Eterscél mac Áeda (mort en 778) sera également roi des Uí Cheinnselaigh.

## Sources
- Annales d'Ulster sur  at University College Cork
- (en) Gearóid Mac Niocaill, Ireland before Vikings, Dublin, Gill & Macmillan, 1972, 172 p.
- Livre de Leinster, Rig Hua Cendselaig sur  at University College Cork